# Arekotvaré

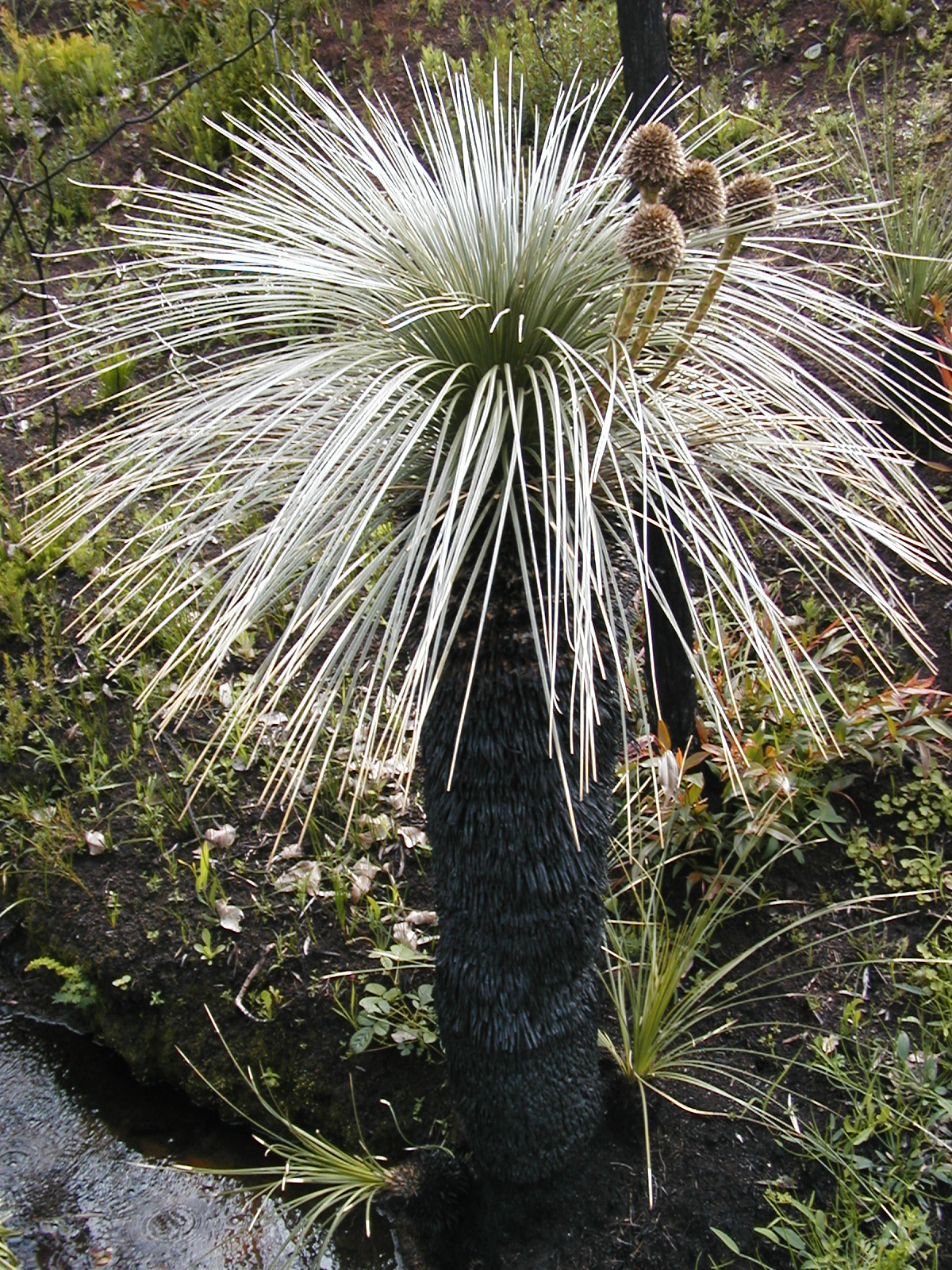
Kingie Kingia australis (Dasypogonaceae)

Arekotvaré (Arecales) je řád jednoděložných rostlin. V současné taxonomii zahrnuje 2 čeledi: arekovité (palmy) a drobnou australskou čeleď Dasypogonaceae. Tento koncept je nový, v rámci systému APG se objevuje až v systému APG IV publikovaném v roce 2016. V dřívějších systémech zahrnoval řád Arecales výhradně čeleď arekovité. Čeleď Dasypogonaceae byla ve starších systémech řazena nejčastěji do řádu Asparagales (často do příbuzenstva čeledi žlutokapovité). Molekulární výzkumy tuto příbuznost nepotvrdily.

## Charakteristika
Řád zahrnuje až na malé výjimky výhradně dřeviny. Palmy mají anomální druhotné tloustnutí. Listy jsou jednoduché či různě složené a mají na bázi pochvu. Okvětí je nejčastěji šestičetné. Gyneceum je svrchní, nejčastěji složené ze 3 plodolistů a může být synkarpní nebo apokarpní.

## Rozšíření
Palmy jsou rozšířeny v tropech a subtropech celého světa, naproti tomu čeleď Dasypogonaceae je svým výskytem omezena výhradně na Austrálii.

## Přehled čeledí
- arekovité (Arecaceae)
- Dasypogonaceae[2]